# Laurentius Jonæ Kylander
Laurentius Jonæ Kylander, född 1590 i Gammalkils församling, Östergötland, död 1678 i Nykils församling, Östergötlands län, var en svensk präst.

## Biografi
Laurentius Kylander föddes 1590 i Gammalkils församling. Han var son till Jon Jonsson på Broby. Kylander prästvigdes 1 juli 1627 och blev 1627 kollega vid Linköpings trivialskola. Han blev 1630 rector cantus vid trivialskolan och 15 december 1638 komminister i Nykils församling. Den 1 april 1641 blev han kyrkoherde i samma församling. Han var respondent vid prästmötet 1644 och tredje predikant vid prästmötet 1646. Kylander avled 1678 i Nykils församling.

### Familj
Kylander gifte sig första gången med Kerstin Mattsdotter (död 1650). Hon var dotter till kyrkoherden Matthias Gemelli Cuprimontanus och Anna Botvidsdotter i Nykils församling. De fick tillsammans barnen Karin Kylander (född 1634) som var gift med kollegan Torgerus Chrangelius vid Linköpings trivialskola, Petrus Kylander (född 1637), Ingeborg Kylander (född 1639) som var gift med löjtnanten Svahn på Fjättmunna i Ekeby socken, kyrkoherden Jonas Kildoun (1641–1691) i Nykils församling, Erik Kylander (1643–1648), Daniel Kylander (1645–1648) och Olaus Kylander (död 1647).
Kylander gifte sig andra gången 26 januari 1651 med Agneta Svahn. De fick tillsammans barnen jägarfiskalen och kvartermästaren Daniel Kylander (född 1651), Kristina Kylander (1653–1698) som var gift med löjtnanten Johan Falk, Elin Kylander (född 1655) som var gift med komministern Per Grevillius i Skärkinds församling, Andreas Kylander (1657–1657), Samuel Kylander (1658–1659), Maria Kylander (1661–1700) som var gift med frälsefogden Lars Olofsson och Anna Kylander (född 1665) som var gift med komministern P. Kihlman i Skällviks församling.